# John M. Wolverton
John Marshall Wolverton, född 31 januari 1872 i Calhoun County i West Virginia, död 19 augusti 1944 i Richwood i West Virginia, var en amerikansk politiker (republikan). Han var ledamot av USA:s representanthus 1925–1927 och 1929–1931.
Wolverton efterträdde 1925 Stuart F. Reed som kongressledamot och efterträddes 1927 av William S. O'Brien. Han tillträdde 1929 på nytt som kongressledamot och efterträddes 1931 av Lynn Hornor.
Wolvertons grav finns på Odd Fellows Cemetery i Richwood.